# 4165 Didkovskij
4165 Didkovskij este un asteroid din centura principală, descoperit pe 1 aprilie 1976 de Nikolai Cernîh.